# Longtuo (socken i Kina, Hebei)
Longtuo (kinesiska: 龙坨乡, 龙坨) är en socken i Kina. Den ligger i provinsen Hebei, i den norra delen av landet, omkring 170 kilometer öster om huvudstaden Peking.
Genomsnittlig årsnederbörd är 846 millimeter. Den regnigaste månaden är augusti, med i genomsnitt 199 mm nederbörd, och den torraste är januari, med 2 mm nederbörd.